# Денніс Рітчі
Денніс Мак-Алістер Рі́тчі (англ. Dennis MacAlistair Ritchie, 9 вересня 1941  — 12 жовтня 2011) — американський вчений-інформатик, відомий як розробник мови програмування C і впливом на інші мови програмування. Також він відомий як розробник операційних систем Multics і UNIX. Нагороджений премією Тюрінга у 1983 році і Національною медаллю технологій 1998 р. Перед виходом на пенсію в 2007 р. Рітчі працював головою відділу досліджень системного програмного забезпечення Lucent Technologies.

## Біографія
Народився в Бронксвілі, Нью-Йорку. Його батько, Алістер Е. Рітчі, був науковим співробітником Bell Labs і співавтором книги «Дизайн комутаційних ланцюгів» з теорії комутаційних ланцюгів. У дитинстві Денніс переїхав з родиною в Самміт, штат Нью-Джерсі, де закінчив середню школу. Навчався в Гарвардському університеті, який закінчив зі ступенями в області фізики та прикладної математики. У 1967 році почав працювати в Науково-дослідному центрі обчислювальних технологій Bell Labs. 
1968 року Рітчі захистив докторську дисертацію на тему «Структура програми і обчислювальна складність» в Гарварді під керівництвом Патріка К. Фішера. Однак Рітчі офіційно так і не отримав докторський ступінь, оскільки він не надав переплетену копію своєї дисертації в бібліотеку Гарварда, що є вимогою для отримання ступеня. 2020 року Музей історії комп'ютерів працював з сім'єю Рітчі і сім'єю Фішера і знайшов копію втраченої дисертації.

## C та Unix
Відомий як розробник мови програмування C і як один з розробників операційної системи Unix та як співавтор підручника з програмування на C (The C Programming Language, або K & R за ініціалами авторів).
Створення мови програмування C та його роль в розвитку операційної системи UNIX разом з Кеном Томпсоном зробили його піонером сучасної обчислювальної техніки. Мова C має широке застосування і зараз, зокрема для розробки операційних систем і прикладного програмного забезпечення, та вплинула на багато сучасних мов програмування. В UNIX були створені концепції та принципи, які мали вплив на структуру сучасних обчислювальних систем.
Рітчі був обраний до Національної академії інженерних наук (National Academy of Engineering) 1988 р. за «розробку мови програмування С» та «за участь в розвитку операційної системи UNIX».

## Нагороди

### Премія Тюрінга
В 1983 році Рітчі і Кен Томпсон спільно отримали премію Тюрінга за їхній внесок в розробку загальної теорії операційних систем та створення операційної системи UNIX. Урочиста лекція Рітчі з нагоди вручення премії Тюрінга мала назву «Роздуми про дослідження програмного забезпечення».

### Національна медаль технологій
21 квітня 1999 р., Томпсон та Рітчі були нагороджені Національною медаллю технологій 1998 р. за внесок в створення операційної системи UNIX та мови програмування C, які привели до величезних досягнень у комп'ютерній техніці, програмному забезпеченні та мережевих системах та сприяли розвитку всієї галузі, зміцнюючи тим самим американське лідерство у в інформаційну епоху.

## Інше
У присвячених обговоренню технічних та комп'ютерних питань дискусійних групах Деніса Рітчі часто називають dmr (його поштова адреса в Bell Labs).

## Книжки
- The C Programming Language (1978 з Браяном Керніган; див K&R)
- Unix Programmer's Manual (1971)